# ملاحظات المناقشات في الاتفاقية الفيدرالية
ملاحظات المناقشات في الاتفاقية الفيدرالية (بالإنجليزية: Notes of Debates in the Federal Convention of 1787)‏ كانت ملاحظات المناقشات في الاتفاقية الفيدرالية  لعام 1787 بمثابة سجل جيمس ماديسون للمناقشات اليومية التي عقدها المندوبون في مؤتمر فيلادلفيا، والتي أدت إلى صياغة دستور الولايات المتحدة الحالي. مجلة ماديسون التي تصف ما قاله المندوبون لا تزال ذات قيمة للمؤرخين، لأنها أحد مصادر المؤرخين القليلة للمعلومات حول الإجراءات في قاعة الاستقلال خلال صيف عام 1787 (والتي على الرغم من حرارة الصيف، تم إغلاق نوافذها حتى لا يتمكن من كانوا بالخارج من ذلك. سماع ما قيل؛ منع المندوبون من تسريب الإجراءات للجمهور).
ماديسون، مندوب من فرجينيا والرئيس المستقبلي للولايات المتحدة، والذي أصبح معروفًا باسم «أبو الدستور» بسبب دوره في إنشاء خطة فيرجينيا، جلس عمدًا في المقدمة، وذكر في مقدمة ملاحظاته أنه «في لمتابعة المهمة التي كنت أفترضه، اخترت مقعدًا أمام العضو الرئيس والأعضاء الآخرون على يدي اليمنى واليسرى. وفي هذا الموقف المناسب لسماع كل ما مر، لاحظت من حيث المقروء وفي الاختصارات والعلامات المعقولة لنفسي ما قرأه من الرئيس أو قاله الأعضاء؛ ولم أفقد أي لحظة دون داع بين تأجيل الاتفاقية وإعادة تجميعها، فقد سمحت لي بكتابة ملاحظاتي اليومية...»
كما تجنب ماديسون أي غيابات طويلة عن الاجتماعات، حتى لا يفوتني ما قيل: «لقد حدث أيضًا أنني لم أتغيب يومًا واحدًا، ولا أكثر من جزء عرضي من الساعة في أي يوم، حتى أستطيع لم يفقدوا خطابا واحدا إلا إذا كان قصيرا جدا».